# Šléglov
Šléglov település Csehországban, Šumperki járásban. Šléglov Branná, Vikantice és Staré Město településekkel határos. Lakosainak száma 41 fő (2024. január 1.).

## Népesség
A település lakosságának változását az alábbi diagram mutatja:
| Lakosok száma | 293  | 296  | 312  | 98   | 35   | 29   | 43   | 43   | 26   | 41   |
|               | 1869 | 1900 | 1921 | 1961 | 1980 | 2011 | 2016 | 2019 | 2021 | 2024 |